# Anna Espar i Llaquet
Anna Espar i Llaquet (Barcelona, 8 de gener de 1993) és una jugadora de waterpolo catalana, més coneguda esportivament com Anni Espar. Als Jocs Olímpics d'Estiu de 2012, va competir per l'equip espanyol, que va aconseguir la medalla de plata i fou inclosa a l'equip ideal del torneig. Al Campionat del Món de natació de 2013 celebrat a Barcelona es va proclamar campiona del món amb la selecció espanyola.
L'any 2021 va obtenir la medalla de plata en els Jocs Olímpics d'Estiu de 2020 que es van celebrar a Tòquio.
El seu primer any universitari als Estats Units, va jugar amb l'SC Trojans de Califòrnia. A la tercera pròrroga amb gol d'or de la final del torneig NCAA va marcar, proclamant el seu equip campió del torneig NCAA. És filla del campió d'handbol Xesco Espar i germana gran de la també jugadora de waterpolo Clara Espar.
Va formar part de l'equip espanyol de waterpolo a Paris 2024 que va guanyar la medalla d'or.

## Palmarès
Clubs
- Campiona de la Champions Cup (2011)
- 2 cops campiona de la Divisió d'Honor (2011 i 2012)
- 4 cops campiona de la Copa de la Reina (2009, 2010, 2011 i 2012)
- 4 cops campiona de la Supercopa (2009, 2010, 2011 i 2012)

Selecció espanyola
- 1 medalla d'or als Jocs Olímpics de Paris 2024
- 1 medalla d'argent als Jocs Olímpics de Tokio 2020
- 1 medalla d'argent als Jocs Olímpics d'estiu de 2012
- 1 medalla d'or al Campionat del Món de waterpolo (2013)
- 3 medalles d'argent al Campionat del Món de waterpolo (2017, 2019, 2023)
- 1 medalla de bronze al Campionat del Món de waterpolo (2024)